# 唐彬
唐彬（235年—294年），字儒宗，曹魏魯国鄒縣人（今山东邹城市），曹魏、西晉官员、武將。父唐台，曹魏兖州泰山郡太守。子唐熙，西晋太常丞，前凉开国君主武王张轨驸马 。
唐彬早年便擅长弓马，后来才开始学习经史。历任郡门下掾、主簿、功曹，被州里召为主簿，经屡次升迁任州别驾。后被司马昭征辟为掾属，迁尚书水部郎。
西晋建立后，赐爵关内侯，历任邺县令、弋阳太守、巴东监军，并加广武将军。咸宁五年（279年），随王濬参与晋灭吴之战，功勋卓著。战后迁任右将军、都督巴东诸军事。后被征拜为翊军校尉，封上庸县侯，食邑六千户。再拜使持节、监幽州诸军事，领护乌丸校尉、右将军，任内抗击北方少数民族侵扰。
因事被免职问罪，后被释放，再任使持节、前将军、西戎校尉、雍州刺史。
唐彬有经国度量，不拘小节。少年时便熟习弓马，喜爱游猎。他身长八尺，可以奔跑着追赶猎物，强壮有力、超过常人。后来才喜爱经史，尤其擅长《易经》，随从老师受学，学成后回乡教授学生，他的学生常有数百人。 
唐彬最初担任豫州鲁郡的门下掾，转任郡主簿。豫州刺史王沈会集诸位掾属参谋讨论对抗吴国的计策时，询问了豫州九郡的下属官员。唐彬与张恽都认为吴国可以兼并，王沈同意他们的看法。又让唐彬说服认为吴国不可讨伐的人，让他们都屈服。事后，唐彬迁任郡功曹，被推举为孝廉（即后世的举人），征辟其为豫州主簿，经屡次升迁后任别驾。 
討伐東吳後，攻破吴國丹阳（今湖北秭归东南），顺流而下，相继攻下西陵、夷道等地。以功升為雍州刺史。
早年晉武帝考慮益州监军人选，徵詢散騎常侍文立的意見，文立說：“唐彬貪財，楊宗好酒”。晉武帝認為“財欲可足，酒不可改。”遂用唐彬。帝又诏彬监巴东诸军事，加广武将军。元康四年（294年），卒於官，谥襄。

## 家族
- 父親唐臺，兖州泰山郡太守（《新唐书·宰相世系表》作唐宣）

- 長子唐嗣，廣陵郡太守。
- 次子唐熙，西晋太常丞，前凉开国君主武王张轨驸马[2]
- 次子唐岐，征虜將軍司馬。

## 延伸阅读
[在维基数据编辑]
 《晉書/卷042》，出自房玄齡《晉書》